# Cor Brom

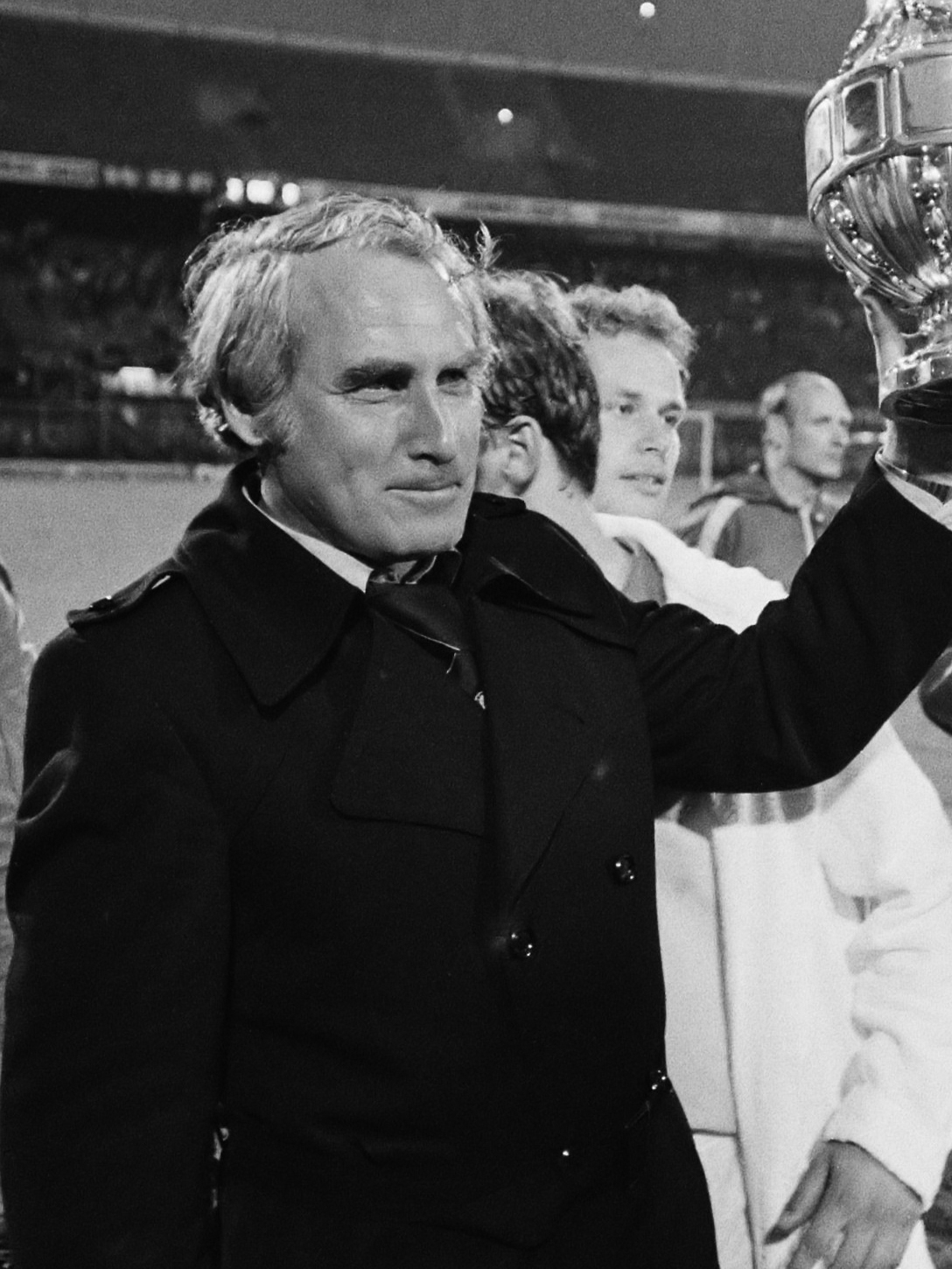
Cor Brom (1979)

Cor Brom (* 27. August 1932 in Amsterdam; † 29. Oktober 2008 ebenda) war ein niederländischer Fußballspieler und Fußballtrainer. Als Trainer gewann er mit Ajax Amsterdam 1979 das niederländische Double aus Meisterschaft und Pokal.

## Karriere
Als Spieler war Brom bei dem Verein Stormvogels Telstar in Velsen aktiv.
Als Trainer war er von 1969 bis 1972 bei Vitesse Arnheim, den er 1971 in die Eredivisie führte, und von 1972 bis 1976 in der zweithöchsten niederländischen Fußball-Liga bei Fortuna Sittard tätig. Dort verpasste er mit seinem Verein 1974 nur knapp den Aufstieg. Anschließend arbeitete er als Trainer bei Sparta Rotterdam, ehe er 1978 bei Ajax Amsterdam den Trainerposten von Tomislav Ivić übernahm. In seiner ersten Saison 1978/79 wurde er mit Ajax Amsterdam Meister in der niederländischen Ehrendivision und niederländischer Pokalsieger.
Aufgrund von Differenzen mit der Vereinsführung wurde er im September 1979 bei Ajax Amsterdam entlassen. Am 25. März 1981 übernahm er von Interims-Spielertrainer Johan Boskamp das Traineramt bei dem in der belgischen Ersten Division spielenden Verein RWD Molenbeek. Dort blieb er bis Ende der Saison 1981/82. Anschließend war er Trainer bei dem Verein PEC Zwolle in den Niederlanden und trainierte in der Saison 1984/85 den österreichischen Klub SSW Innsbruck.
Später kehrte er als Jugendtrainer zu Fortuna Sittard zurück; 1994 führte er die A-Jugend des Vereins, in der neben anderen Mark van Bommel und Fernando Ricksen spielten, zur Meisterschaft.
Brom starb mit 76 Jahren am 29. Oktober 2008 in einem Amsterdamer Krankenhaus an den Folgen der Parkinson-Krankheit, an der er 20 Jahre litt.